# Alain de Levita
Alain Jacques de Levita (Amsterdam, 19 april 1959) is een Nederlands televisie- en filmproducent en regisseur.

## Levensloop
Na tien jaar freelance en zeven jaar bij John de Mol Producties gewerkt te hebben, richtte hij in 2001 NL Film op. In 2018 verliet hij NL film en richtte De Levita samen met filmmakers Paula van der Oest en Mark van Eeuwen de televisie- en filmproductiemaatschappij Levitate Film op waar hij CEO en producent was. In 2023 richt De Levita samen met Matthijs van Heijningen Dark Alley pictures op waar hij producent en CEO is.
In 1997 werd hij bekroond met een Gouden Televizier-Ring voor Baantjer. In 2008 wint De Levita De Gouden Stuiver voor Spangas. In 2011 wint hij twee maal De Prix Europa voor De Sterkste Man van Nederland en voor Rabarber. 
Na drie keer genomineerd te zijn geweest voor een International Emmy Award won hij in 2016 de prijs voor de telefilm Rabarber. In 2017 won hij een tweede International Emmy Award voor de televisieserie Kasper en de Kerstengelen. 
In 2024 wint hij voor De Joodse Raad de prestigieuze Zilveren Nipkowschijf. Daarmee heeft De Levita  alle grote Nederlandse televisie prijzen ten minste 1 keer heeft gewonnen.
In februari 2018 . Met Levitate Film produceerde hij onder andere de films De Slag om de Schelde, Love in a Bottle, Stromboli, Leeuwin en de series Kerstgezel.nl en De Joodse Raad.

## Privé
Alain de Levita is tweelingbroer van musicalproducent Robin de Levita, zoon van Loek de Levita en Merel Laseur, en kleinzoon van Mary Dresselhuys en Cees Laseur.

## Filmografie

### Film
Als producer:
- Leeuwin (2023)
- Stromboli (2022)
- Love in a Bottle (2021)
- De Slag om de Schelde (2020)
- The Bay of Silence (2020)
- Colosseum (2019)
- Bankier van het verzet (2017)
- Weg van Jou (2017)
- Kleine IJstijd (2017)
- Voor elkaar gemaakt (2016)
- Tonio
- Knielen op een bed violen

- Mannenharten 2
- Popoz (2015)
- SpangaS in Actie (2014)
- Rabarber (2013)
- Mannenharten (2013)
- Lieve Céline (2012)
- Taped (2011)
- Alle tijd (2010)
- De sterkste man van Nederland (2011)
- Lang en gelukkig (2010)
- Foeksia de Miniheks (2010)

- De Storm (2009)
- SpangaS op Survival (2009)
- Alibi (2008)
- Zoop in Zuid-Amerika (2007)
- Zoop in India (2006)
- Zoop in Afrika (2005)
- Floris (2004)
- Snowfever (2004)
- Ellis in Glamourland (2004)
- Liever verliefd (2003)
- Volle maan (2002)

### Televisie
- De Joodse Raad (2024) (producer)
- Kerstgezel.nl (2020) (producer)
- De Zaak Menten (2016) (miniserie) (producer)
- Odds (2016) (dramaserie) (producer)
- All-in Kitchen (2016) (dramaserie) (producer)
- Dagboek van een callgirl (2015) (dramaserie) (producer)
- Kasper en de kerstengelen (2015) (dramaserie) (producer)
- Goedenavond dames en heren (2014) (dramaserie) (producer)
- Zwarte Tulp (2014) (dramaserie) (producer)
- Raampoort (2014) (dramaserie) (producer)
- Bluf (2014) (dramaserie) (producer)
- Popoz (producer)
- Mijn vader (2013) (producer)
- Aaf (2013) (producer)
- Moeder, ik wil bij de Revue" (2012) (producer)
- Lesboos (producer)
- In therapie (2010) (producer) (regisseur)
- Penoza (2010) (producer)
- VRijland (2010) (producer)
- Verborgen gebreken (2009) (producer)

- Hoofdprijs, De (2008) televisieserie (producer)
- Pauwen en Reigers (2008) (producer)
- Keyzer & De Boer Advocaten (producer) (2005-2008)
- Voetbalvrouwen (producer) (2007-2008)
- SpangaS (producer) (2007-)
- Nachtegaal en Zonen (producer) (2007)
- Hemelpaort, De (2007) (producer)
- Van Jonge Leu en Oale Groond (2005) (producer)
- Samen (producer) (2005)
- Lieve lust (2005) (producer)
- Zoop in Afrika (2005) (producer)
- Wet volgens Milo, De (producer) (2005)
- ZOOP (2004) (producer)
- Zien (2004) (V) (producer)
- Spangen (uitvoerend producent) (1999-2004)
- The Making of 'Snowfever' (2004) (producer)
- Pista! (2003) (producer)
- Après Pista! (2003) (producer)

- Baantjer (uitvoerend producent) (1995-2003)
- The Feeling of Liever Verliefd (2003) (producer)
- Hartslag (producer) (2002-2003)
- Russen (producer) (2001-2002)
- The Making of 'Volle Maan' (2002) (producer)
- Costa! (2001) (producer)
- Liefje (2001) (uitvoerend producent)
- Baantjer: De Cock en de wraak zonder einde (1999) (televisiefilm) (uitvoerend producent)
- Combat (uitvoerend producent) (1998)
- De Buurtsuper (1995) (producer)
- Weekend (1992) (uitvoerend producent)
- Hamlet (1992/II) (uitvoerend producent)
- Getemde feeks, De (1991) (televisieserie) (uitvoerend producent)
- Romeo en Julia (1991) (uitvoerend producent)
- Diamant (uitvoerend producent) (1990)
- Baantjer (1997-1999, vier afleveringen) (producer)

## Regie
De Joodse Raad ( 2024, 5 afleveringen) regie
De Slag om de Schelde ( 2021 speelfilm) second unit director
- In therapie (2010, televisieserie, 46 afleveringen)
- Baantjer (1997-1999, televisieserie, vier afleveringen)
- Baantjer: De Cock en de wraak zonder einde (1999, film)